# Pavel Liaj
Pavel Liaj –en bielorruso, Павел Лях– (6 de julio de 1992) es un deportista bielorruso que compite en lucha estilo grecorromana. Ganó una medalla de bronce en el Campeonato Europeo de Lucha de 2017, en la categoría de 71 kg.

## Palmarés internacional
| Campeonato Europeo | Campeonato Europeo | Campeonato Europeo | Campeonato Europeo |
| Año                | Lugar              | Medalla            | Categoría          |
| ------------------ | ------------------ | ------------------ | ------------------ |
| 2017               | Novi Sad (Serbia)  | Medalla de bronce  | 71 kg              |